# Espezel
Espezel , en occitan Espesèlh , est une commune française, située dans le Sud-Ouest du département de l’Aude, en région Occitanie.
Sur le plan historique et culturel, la commune fait partie du Pays de Sault, un plateau situé entre 990 et 1310 mètres d'altitude fortement boisé. Exposée à un climat océanique altéré, elle est drainée par le Rébenty. La commune possède un patrimoine naturel remarquable : deux sites Natura 2000 (le « pays de Sault » et le « bassin du Rebenty ») et quatre zones naturelles d'intérêt écologique, faunistique et floristique.
Espezel est une commune rurale qui compte 233 habitants en 2022, après avoir connu un pic de population de 833 habitants en 1851. Ses habitants sont appelés les Espézelois ou  Espézeloises.

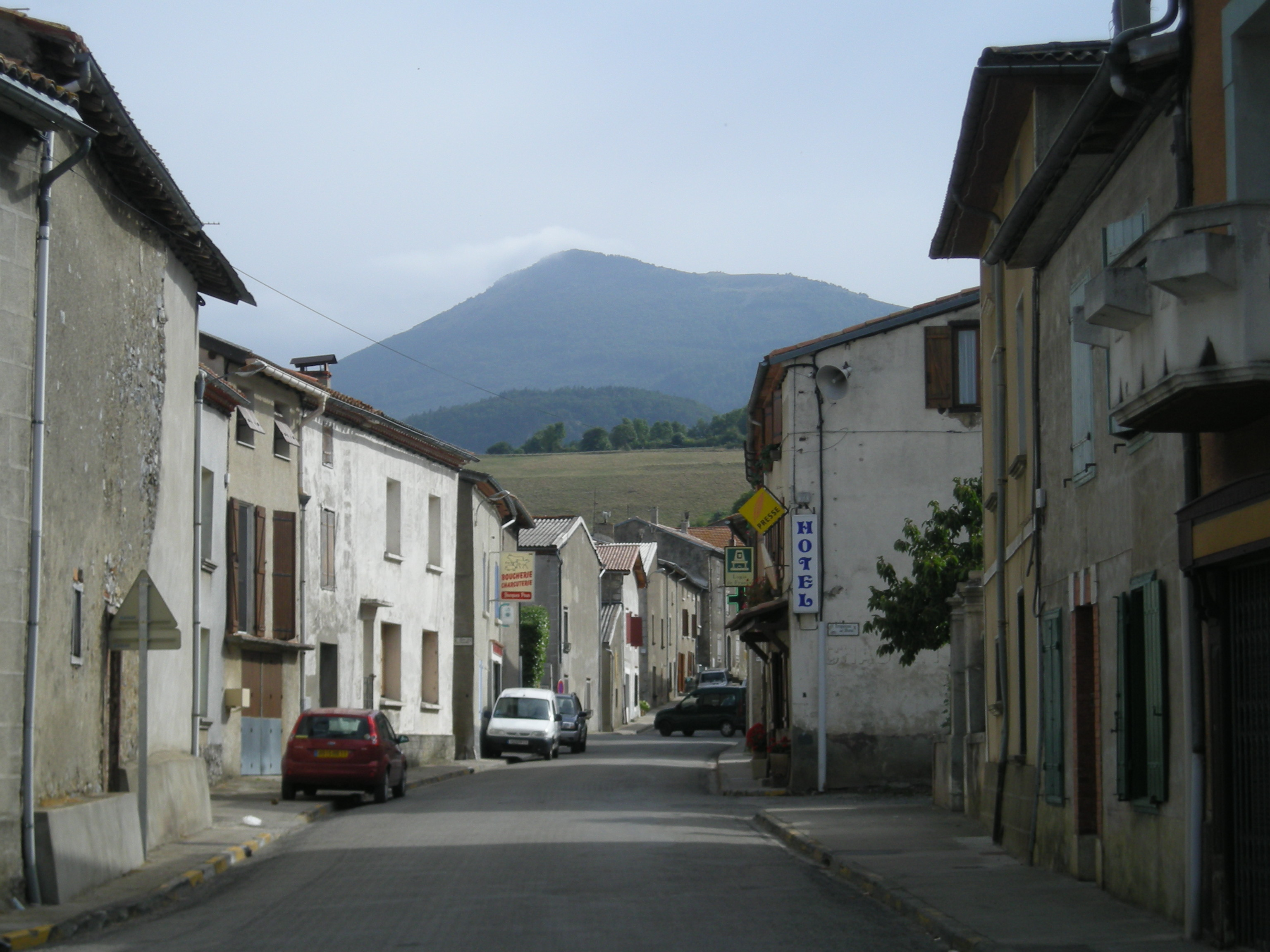
Une rue d'Espezel.

## Géographie

### Localisation
Espezel est une commune des Pyrénées située dans le pays de Sault sur le Rébenty et sur l’ancienne route nationale 613 entre Quillan et Ax-les-Thermes.

### Communes limitrophes
| Rivel (par un quadripoint) | Puivert | Belvis              |
| Roquefeuil                 | Espezel | Belfort-sur-Rebenty |
| Niort-de-Sault             | Mazuby  | Galinagues          |

### Géologie et relief
Espezel se situe en zone de sismicité 3 (sismicité modérée).

### Hydrographie
La commune est dans la région hydrographique « Côtiers méditerranéens », au sein du bassin hydrographique Rhône-Méditerranée-Corse. Elle est drainée par le Rebenty, qui constituent un réseau hydrographique de 1 km de longueur totale,.
La Lauquette, d'une longueur totale de 17,9 km, prend sa source dans la commune de Fajac-en-Val et s'écoule du sud-ouest vers le nord-est puis vers l'ouest. Elle traverse la commune et se jette dans le Lauquet à Ladern-sur-Lauquet, après avoir traversé 4 communes.

### Climat
Pour des articles plus généraux, voir Climat de l'Occitanie et Climat de l'Aude.
En 2010, le climat de la commune est de type climat océanique altéré, selon une étude s'appuyant sur une série de données couvrant la période 1971-2000. En 2020, Météo-France publie une typologie des climats de la France métropolitaine dans laquelle la commune est exposée à un climat de montagne ou de marges de montagne et est dans la région climatique Pyrénées orientales, caractérisée par une faible pluviométrie, un très bon ensoleillement (2 600 h/an), un air sec, particulièrement en hiver et peu de brouillards.
Pour la période 1971-2000, la température annuelle moyenne est de 10,2 °C, avec une amplitude thermique annuelle de 15,3 °C. Le cumul annuel moyen de précipitations est de 950 mm, avec 9,7 jours de précipitations en janvier et 6,6 jours en juillet. Pour la période 1991-2020, la température moyenne annuelle observée sur la station météorologique la plus proche, située sur la commune de Belcaire à 5 km à vol d'oiseau, est de 9,8 °C et le cumul annuel moyen de précipitations est de 1 032,4 mm,. Pour l'avenir, les paramètres climatiques de la commune estimés pour 2050 selon différents scénarios d'émission de gaz à effet de serre sont consultables sur un site dédié publié par Météo-France en novembre 2022.

### Milieux naturels et biodiversité

#### Réseau Natura 2000

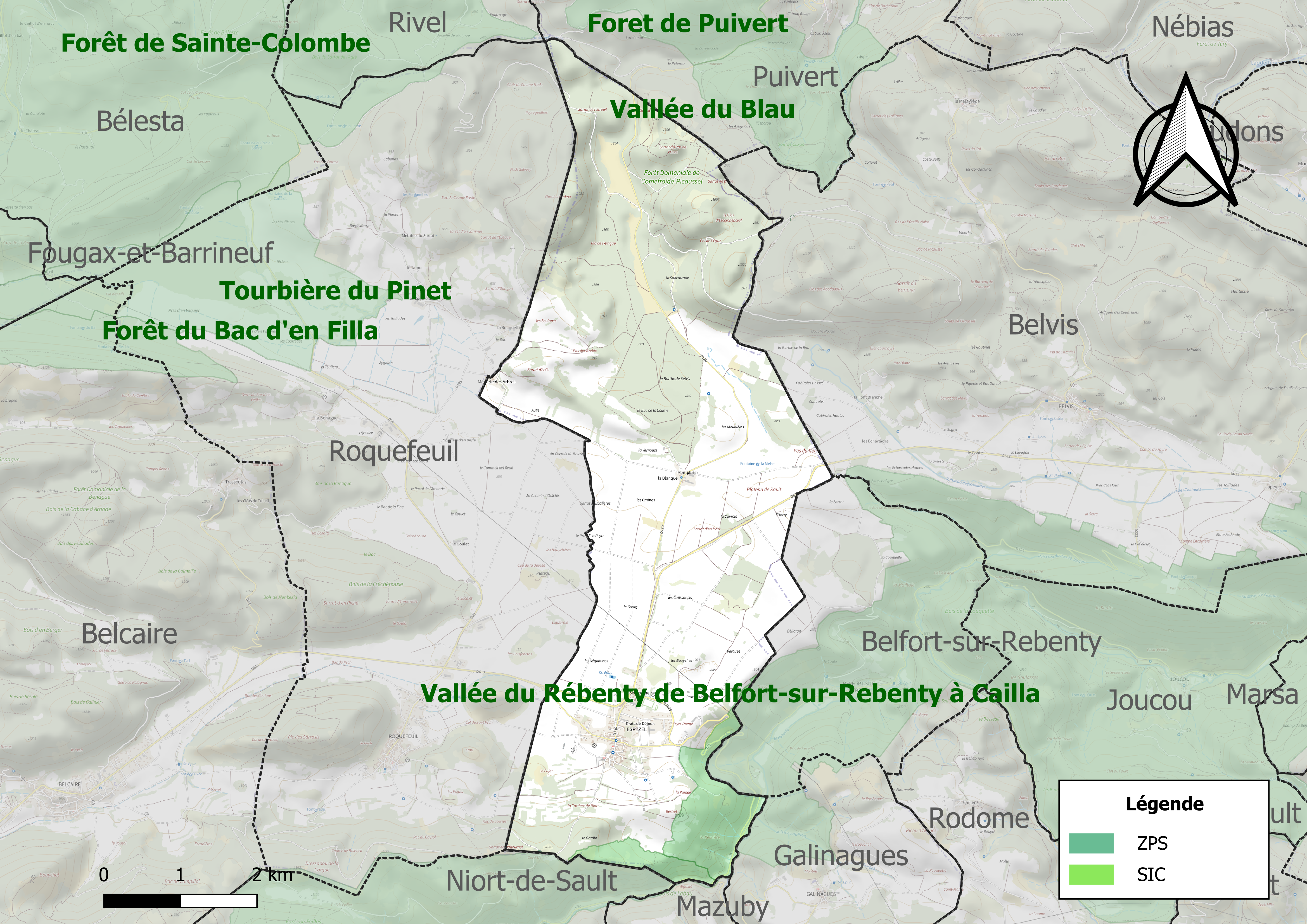
Site Natura 2000 sur le territoire communal.

Le réseau Natura 2000 est un réseau écologique européen de sites naturels d'intérêt écologique élaboré à partir des directives habitats et oiseaux, constitué de zones spéciales de conservation (ZSC) et de zones de protection spéciale (ZPS). Un site Natura 2000 a été défini sur la commune au titre de la directive habitats :
- le « bassin du Rebenty », d'une superficie de 8 567 ha, qui offre une palette d'habitats naturels sur une grande gamme altitudinale et climatique et sur des substrats variés (calcaires, marnes, schistes). En particulier, on y rencontre de belles pinèdes de pins à crochets sur sol acide. La rivière héberge des espèces aquatiques (Chabot commun et Barbeau méridional, Écrevisse à pattes blanches) et mammifères (Desman des Pyrénées)[15]

et un au titre de la directive oiseaux : 
- le « pays de Sault », d'une superficie de 71 499 ha, présentant une grande diversité d'habitats pour les oiseaux. On y rencontre donc aussi bien les diverses espèces de rapaces rupestres, en particulier les vautours dont les populations sont en augmentation, que les passereaux des milieux ouverts (bruant ortolan, alouette lulu) et des espèces forestières comme le pic noir[16].

#### Zones naturelles d'intérêt écologique, faunistique et floristique
L’inventaire des zones naturelles d'intérêt écologique, faunistique et floristique (ZNIEFF) a pour objectif de réaliser une couverture des zones les plus intéressantes sur le plan écologique, essentiellement dans la perspective d’améliorer la connaissance du patrimoine naturel national et de fournir aux différents décideurs un outil d’aide à la prise en compte de l’environnement dans l’aménagement du territoire. Deux ZNIEFF de type 1 sont recensées sur la commune : la « soulane du Rébenty à Niort-de-Sault » (393 ha), couvrant 2 communes du département, et la « vallée du Rébenty de Belfort-sur-Rebenty à Cailla » (3 553 ha), couvrant 10 communes du département et deux ZNIEFF de type 2, : 
- le « grand plateau de Sault » (17 962 ha), couvrant 21 communes dont 3 dans l'Ariège et 18 dans l'Aude[20] ;
- la « vallée du Rébenty » (5 661 ha), couvrant 14 communes du département[21].

Carte des ZNIEFF de type 1 et 2 à Espezel.
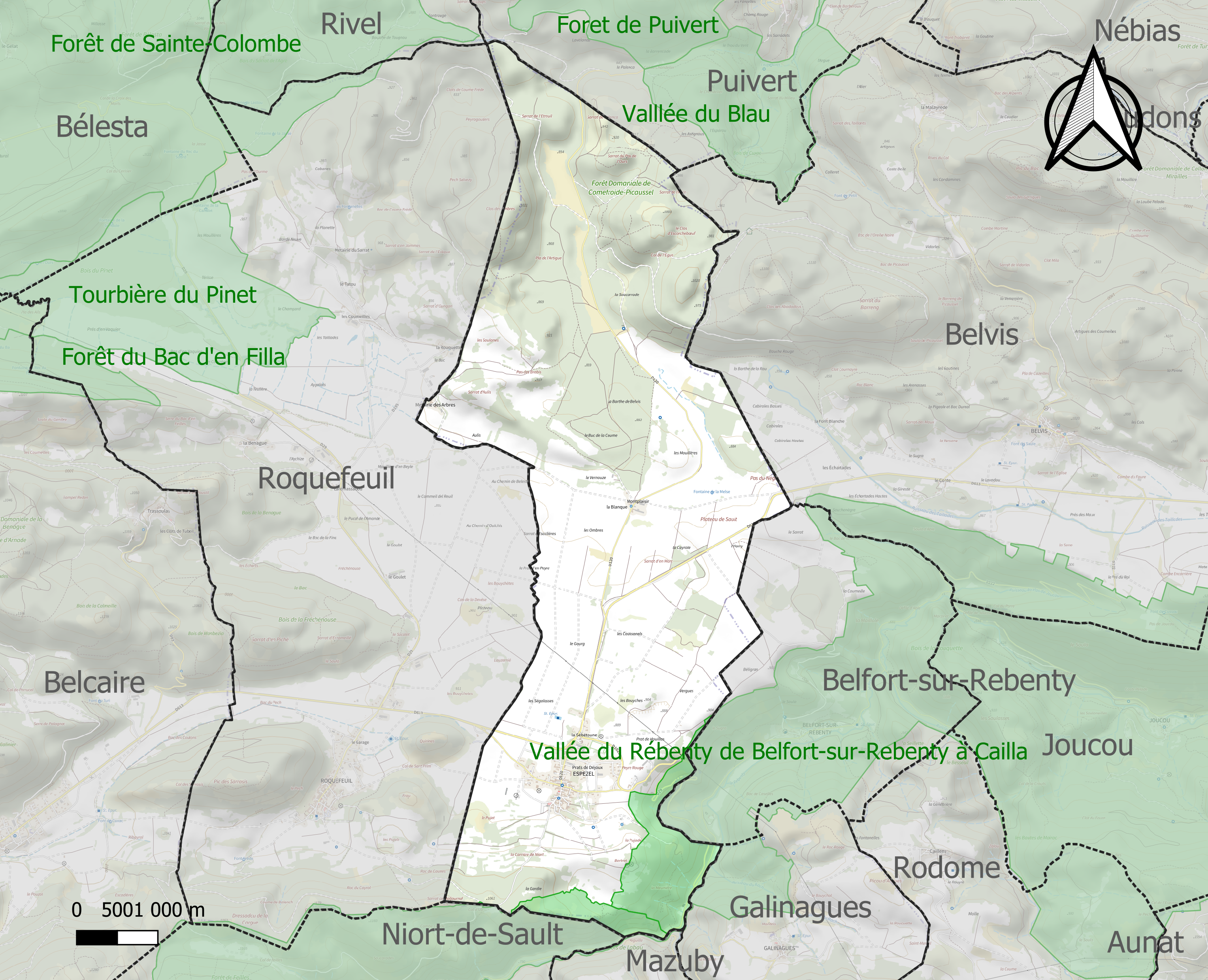
Carte des ZNIEFF de type 1 sur la commune.
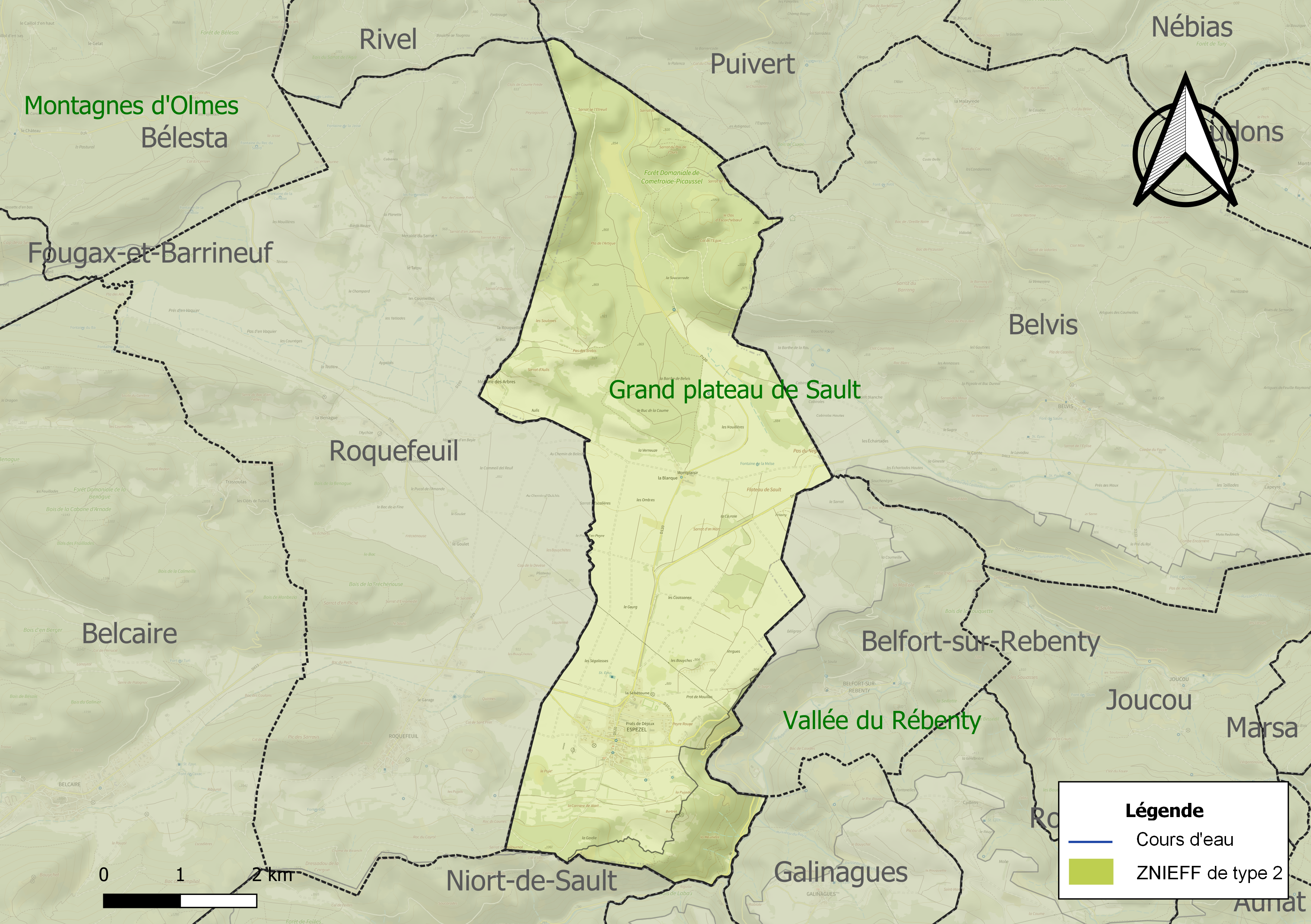
Carte des ZNIEFF de type 2 sur la commune.

## Urbanisme

### Typologie
Au 1er janvier 2024, Espezel est catégorisée commune rurale à habitat dispersé, selon la nouvelle grille communale de densité à 7 niveaux définie par l'Insee en 2022.
Elle est située hors unité urbaine et hors attraction des villes,.

### Occupation des sols
L'occupation des sols de la commune, telle qu'elle ressort de la base de données européenne d’occupation biophysique des sols Corine Land Cover (CLC), est marquée par l'importance des territoires agricoles (53 % en 2018), en augmentation par rapport à 1990 (51,6 %). La répartition détaillée en 2018 est la suivante : forêts (32,9 %), prairies (23 %), terres arables (17 %), zones agricoles hétérogènes (13 %), milieux à végétation arbustive et/ou herbacée (11,9 %), zones urbanisées (2,2 %). L'évolution de l’occupation des sols de la commune et de ses infrastructures peut être observée sur les différentes représentations cartographiques du territoire : la carte de Cassini (XVIIIe siècle), la carte d'état-major (1820-1866) et les cartes ou photos aériennes de l'IGN pour la période actuelle (1950 à aujourd'hui).

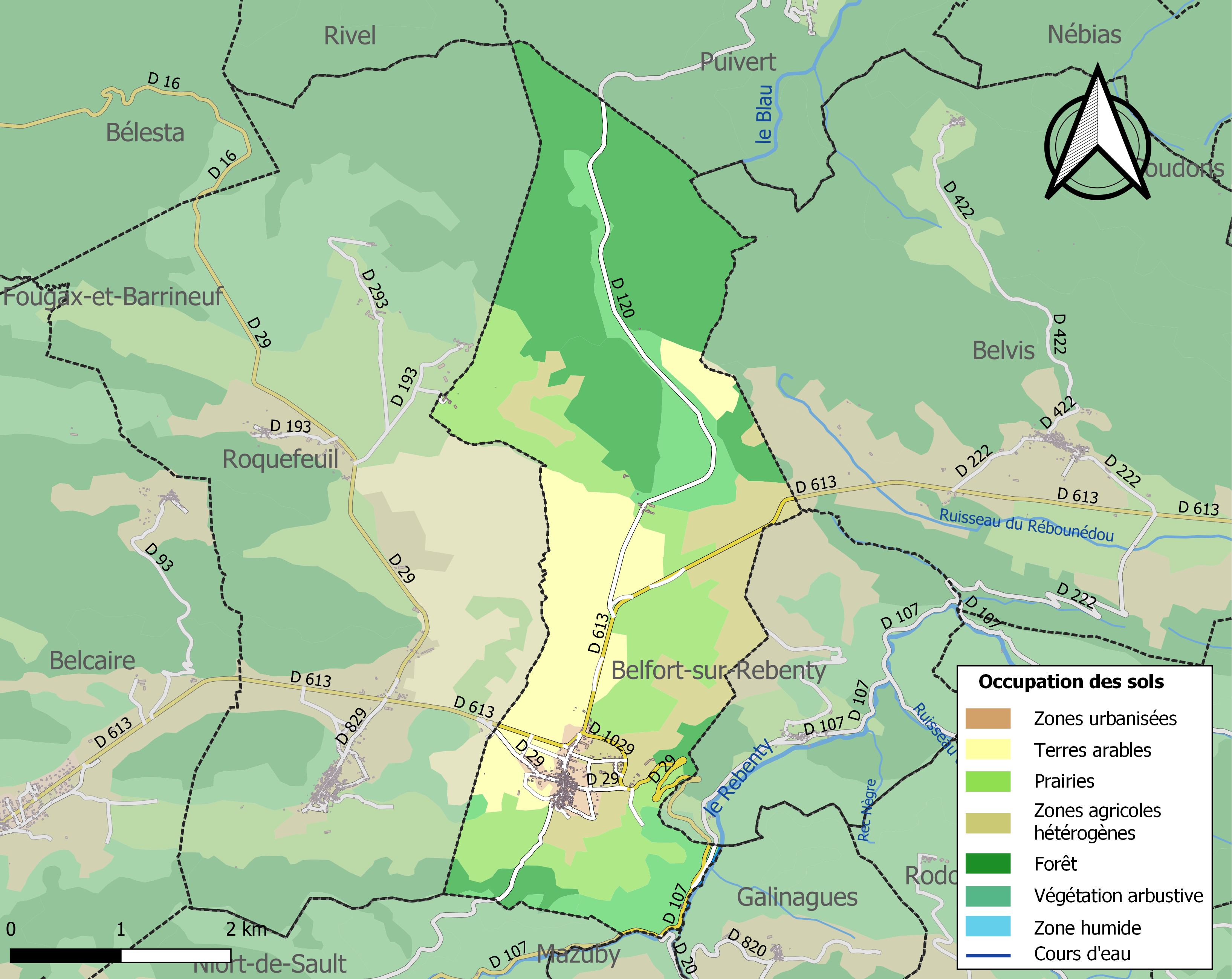
Carte des infrastructures et de l'occupation des sols de la commune en 2018 (CLC).

### Risques majeurs
Le territoire de la commune d'Espezel est vulnérable à différents aléas naturels : météorologiques (tempête, orage, neige, grand froid, canicule ou sécheresse) et séisme (sismicité modérée). Un site publié par le BRGM permet d'évaluer simplement et rapidement les risques d'un bien localisé soit par son adresse soit par le numéro de sa parcelle.

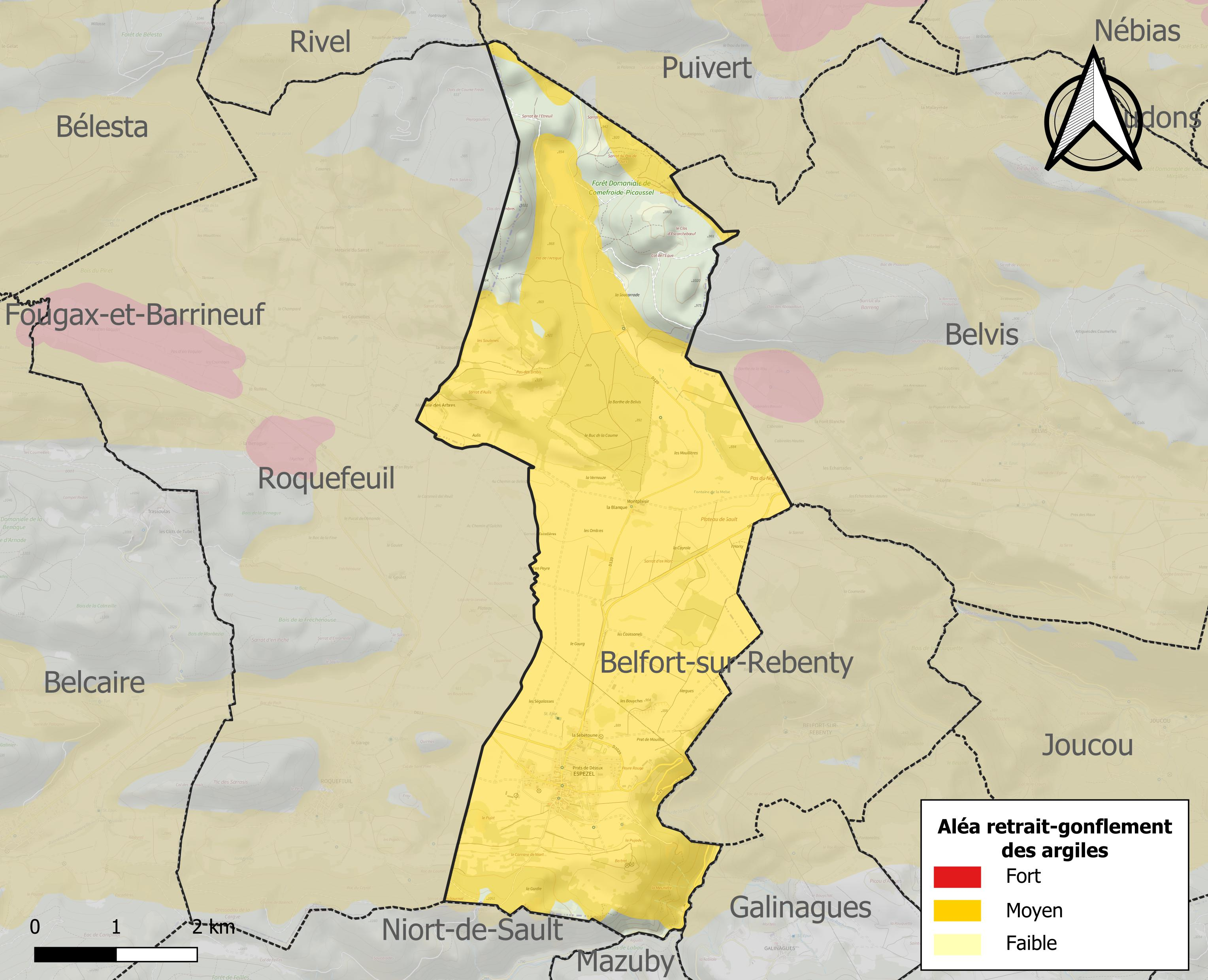
Carte des zones d'aléa retrait-gonflement des sols argileux d'Espezel.

Le retrait-gonflement des sols argileux est susceptible d'engendrer des dommages importants aux bâtiments en cas d’alternance de périodes de sécheresse et de pluie. 86,2 % de la superficie communale est en aléa moyen ou fort (75,2 % au niveau départemental et 48,5 % au niveau national). Sur les 264 bâtiments dénombrés sur la commune en 2019, 264 sont en aléa moyen ou fort, soit 100 %, à comparer aux 94 % au niveau départemental et 54 % au niveau national. Une cartographie de l'exposition du territoire national au retrait gonflement des sols argileux est disponible sur le site du BRGM,.

## Histoire
On parle déjà d'Espezel en 1300 pour les droits d'usage ; mais l'origine remonte au Moyen Âge avec "Plansols" et "Bertret" au sud-est du village.

## Politique et administration

### Découpage territorial
La commune d'Espezel est membre de la communauté de communes des Pyrénées audoises , un établissement public de coopération intercommunale (EPCI) à fiscalité propre créé le 30 mai 2013 dont le siège est à Quillan. Ce dernier est par ailleurs membre d'autres groupements intercommunaux.
Sur le plan administratif, elle est rattachée à l'arrondissement de Limoux, au département de l'Aude, en tant que circonscription administrative de l'État, et à la région Occitanie.
Sur le plan électoral, elle dépend du canton de la Haute-Vallée de l'Aude pour l'élection des conseillers départementaux, depuis le redécoupage cantonal de 2014 entré en vigueur en 2015, et de la troisième circonscription de l'Aude  pour les élections législatives, depuis le redécoupage électoral de 1986.

### Liste des maires
| Période                                  | Période  | Identité         | Étiquette | Qualité                        |
| ---------------------------------------- | -------- | ---------------- | --------- | ------------------------------ |
| 1921                                     |          | Jules Farinau    |           | horloger et conseiller général |
| Les données manquantes sont à compléter. |          |                  |           |                                |
| 2001                                     | 2008     | Gilbert Calvet   |           |                                |
| mars 2008                                | En cours | François Lacroix |           |                                |

## Démographie
L'évolution du nombre d'habitants est connue à travers les recensements de la population effectués dans la commune depuis 1793. Pour les communes de moins de 10 000 habitants, une enquête de recensement portant sur toute la population est réalisée tous les cinq ans, les populations de référence des années intermédiaires étant quant à elles estimées par interpolation ou extrapolation. Pour la commune, le premier recensement exhaustif entrant dans le cadre du nouveau dispositif a été réalisé en 2004.

En 2022, la commune comptait 233 habitants, en évolution de +19,49 % par rapport à 2016 (Aude : +2,65 %, France hors Mayotte : +2,11 %).
| 1793 | 1800 | 1806 | 1821 | 1831 | 1836 | 1841 | 1846 | 1851 |
| ---- | ---- | ---- | ---- | ---- | ---- | ---- | ---- | ---- |
| 489  | 507  | 559  | 512  | 695  | 808  | 746  | 817  | 833  |

| 1856 | 1861 | 1866 | 1872 | 1876 | 1881 | 1886 | 1891 | 1896 |
| ---- | ---- | ---- | ---- | ---- | ---- | ---- | ---- | ---- |
| 724  | 708  | 736  | 745  | 743  | 706  | 681  | 681  | 669  |

| 1901 | 1906 | 1911 | 1921 | 1926 | 1931 | 1936 | 1946 | 1954 |
| ---- | ---- | ---- | ---- | ---- | ---- | ---- | ---- | ---- |
| 635  | 640  | 617  | 538  | 509  | 458  | 437  | 420  | 421  |

| 1962 | 1968 | 1975 | 1982 | 1990 | 1999 | 2004 | 2006 | 2009 |
| ---- | ---- | ---- | ---- | ---- | ---- | ---- | ---- | ---- |
| 407  | 334  | 279  | 228  | 201  | 208  | 206  | 203  | 212  |

| 2014 | 2019 | 2022 | - | - | - | - | - | - |
| ---- | ---- | ---- | - | - | - | - | - | - |
| 198  | 227  | 233  | - | - | - | - | - | - |

## Économie

### Revenus
En 2018  (données Insee publiées en septembre 2021), la commune compte 105 ménages fiscaux, regroupant 192 personnes. La médiane du revenu disponible par unité de consommation est de 18 160 € (19 240 € dans le département).

### Emploi
| Division       | 2008   | 2013   | 2018   |
| -------------- | ------ | ------ | ------ |
| Commune        | 8,9 %  | 12,4 % | 8,1 %  |
| Département    | 10,2 % | 12,8 % | 12,6 % |
| France entière | 8,3 %  | 10 %   | 10 %   |

En 2018, la population âgée de 15 à 64 ans s'élève à 106 personnes, parmi lesquelles on compte 75,7 % d'actifs (67,6 % ayant un emploi et 8,1 % de chômeurs) et 24,3 % d'inactifs,. En  2018, le taux de chômage communal (au sens du recensement) des 15-64 ans est inférieur à celui de la France et du département, alors qu'en 2008 il était supérieur à celui de la France.
La commune est hors attraction des villes,. Elle compte 87 emplois en 2018, contre 73 en 2013 et 76 en 2008. Le nombre d'actifs ayant un emploi résidant dans la commune est de 73, soit un indicateur de concentration d'emploi de 119,2 % et un taux d'activité parmi les 15 ans ou plus de 44,5 %.
Sur ces 73 actifs de 15 ans ou plus ayant un emploi, 31 travaillent dans la commune, soit 42 % des habitants. Pour se rendre au travail, 76,3 % des habitants utilisent un véhicule personnel ou de fonction à quatre roues, 14,4 % s'y rendent en deux-roues, à vélo ou à pied et 9,3 % n'ont pas besoin de transport (travail au domicile).

### Activités hors agriculture
38 établissements sont implantés  à Espezel au 31 décembre 2019. Le tableau ci-dessous en détaille le nombre par secteur d'activité et compare les ratios avec ceux du département,.
| Secteur d'activité                                                                                        | Commune | Commune | Département |
| Secteur d'activité                                                                                        | Nombre  | %       | %           |
| --- | ------- | ------- | ----------- |
| Ensemble                                                                                                  | 38      |         |             |
| Industrie manufacturière, industries extractives et autres                                                | 12      | 31,6 %  | (8,8 %)     |
| Construction                                                                                              | 2       | 5,3 %   | (14 %)      |
| Commerce de gros et de détail, transports, hébergement et restauration                                    | 15      | 39,5 %  | (32,3 %)    |
| Activités spécialisées, scientifiques et techniques et activités de services administratifs et de soutien | 3       | 7,9 %   | (13,3 %)    |
| Administration publique, enseignement, santé humaine et action sociale                                    | 4       | 10,5 %  | (13,2 %)    |
| Autres activités de services                                                                              | 2       | 5,3 %   | (8,8 %)     |

Le secteur du commerce de gros et de détail, des transports, de l'hébergement et de la restauration est prépondérant sur la commune puisqu'il représente 39,5 % du nombre total d'établissements de la commune (15 sur les 38 entreprises implantées  à Espezel), contre 32,3 % au niveau départemental.

### Agriculture
|                                   | 1988 | 2000 | 2010 |
| --------------------------------- | ---- | ---- | ---- |
| Exploitations                     | 17   | 11   | 9    |
| Superficie agricole utilisée (ha) | 576  | 482  | 401  |

La commune fait partie de la petite région agricole dénommée « Pays de Sault ». En 2010, l'orientation technico-économique de l'agriculture  sur la commune est l'élevage d'ovins et de caprins. Neuf exploitations agricoles ayant leur siège dans la commune sont dénombrées lors du recensement agricole de 2010 (douze en 1988). La superficie agricole utilisée est de 401 ha.

## Culture locale et patrimoine

### Lieux et monuments
- Église Saints-Julien-et-Basilisse d'Espezel.
- Le Sentier cathare.

Cet itinéraire de randonnée passe près d'une église du XIVe siècle récemment rénovée par la commune et de deux fontaines abreuvoirs-lavoirs : La « fount du Barri d'Abail », surmontée d'une petite statue (« l'enfant au canard », 1874) et la « fount du Pijol » (lieu le plus haut, 1850) ; ces deux monuments sont en pierre de taille de Nébias. La « fount  bieillo » (petite grotte) au chemin de la fontaine, où autrefois les fées faisaient leur lessive la nuit pour ne pas être vues par les humains. Une tour qui serait wisigothe  Ve siècle apr. J.-C. aux "Soulassis", une substruction dominant le Moulin du Roc. Cette tour est le restant d'une ancienne forteresse  dans laquelle en cas d'invasion se réfugiaient les habitants de Bertret et de Plansols quittant leurs
- « Les patillasses »

Deux moulins à eau dont l'un en ruine, le moulin de dessus ou moulin de Ferran, et le moulin du Roc ou Roc del  Mouli, en parfait état de fonctionnement mais à l'arrêt.
- Spéléologie

Plusieurs cavités naturelles s'ouvrent sur le territoire de la commune

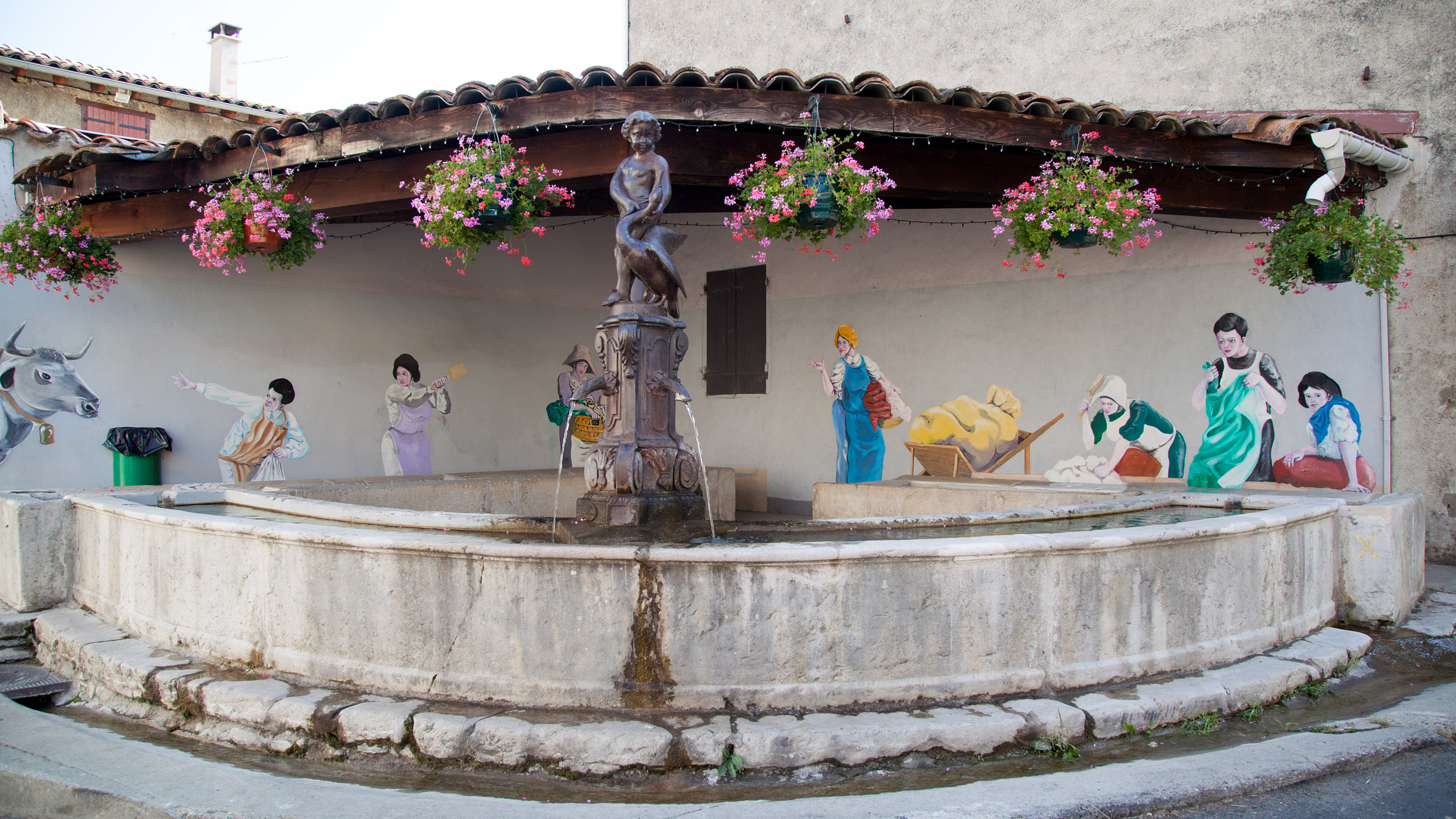
Fount del barri d'abail.
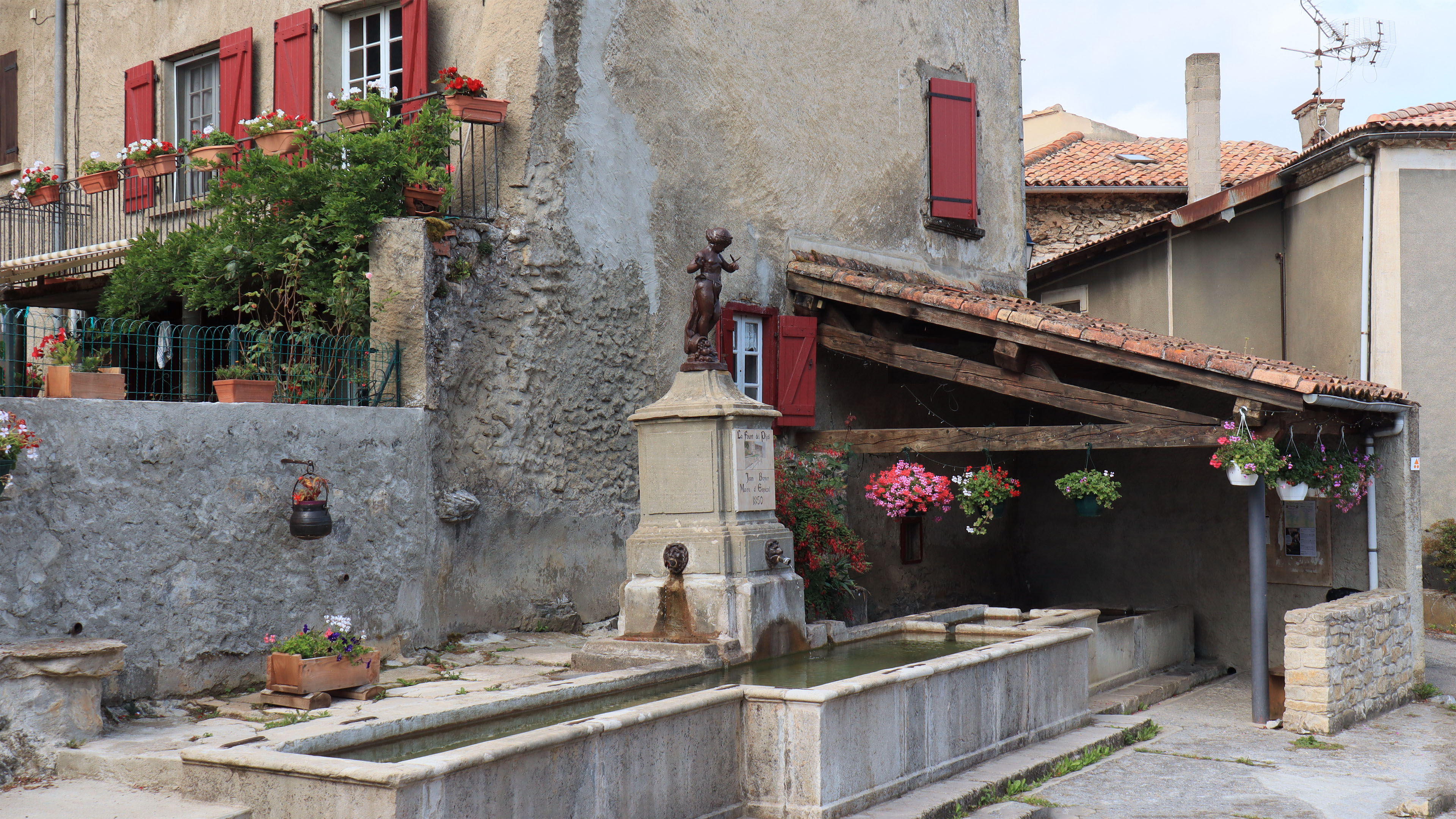
Fount del pijol.
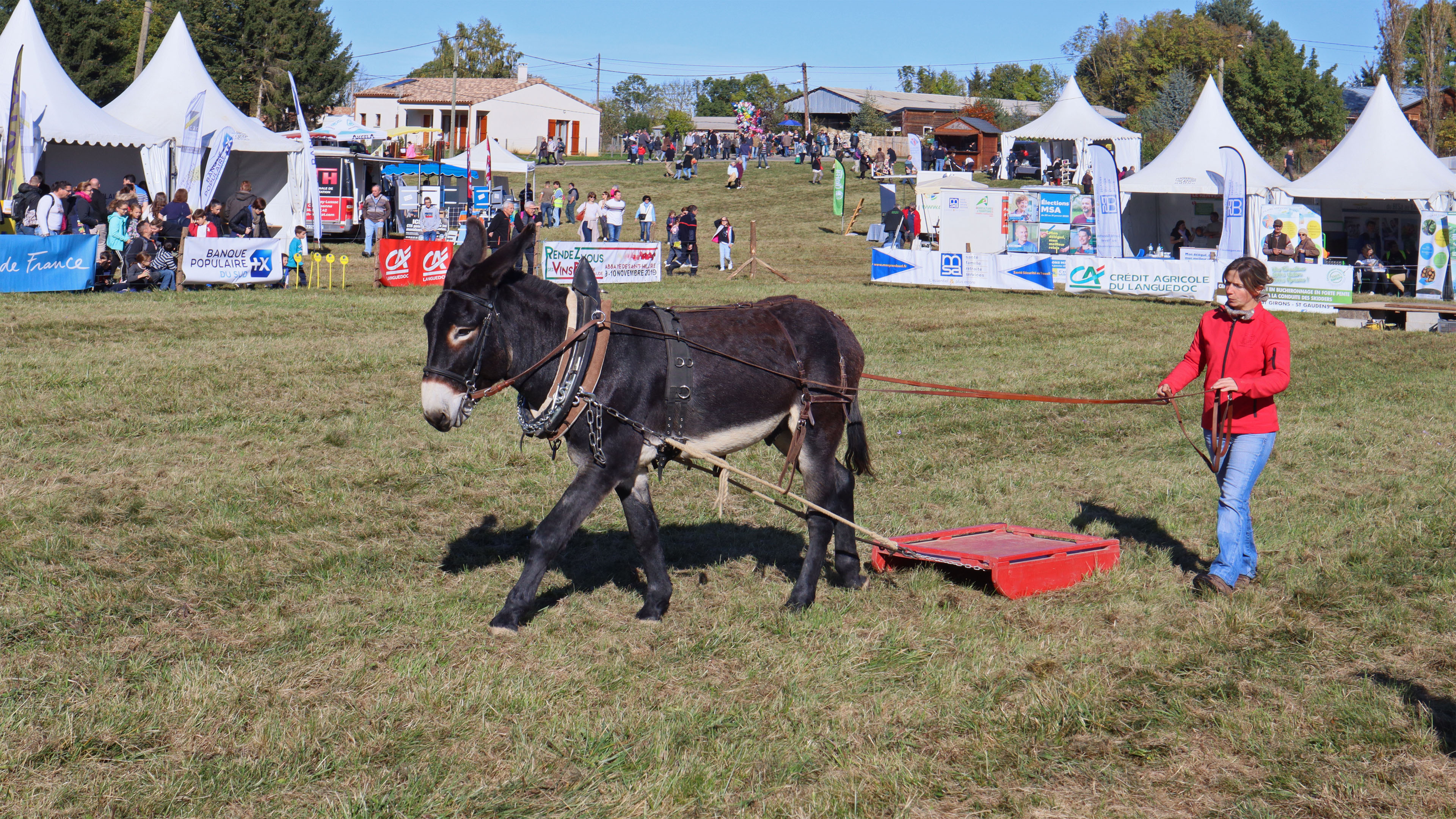
La grande foire agricole en 2019.
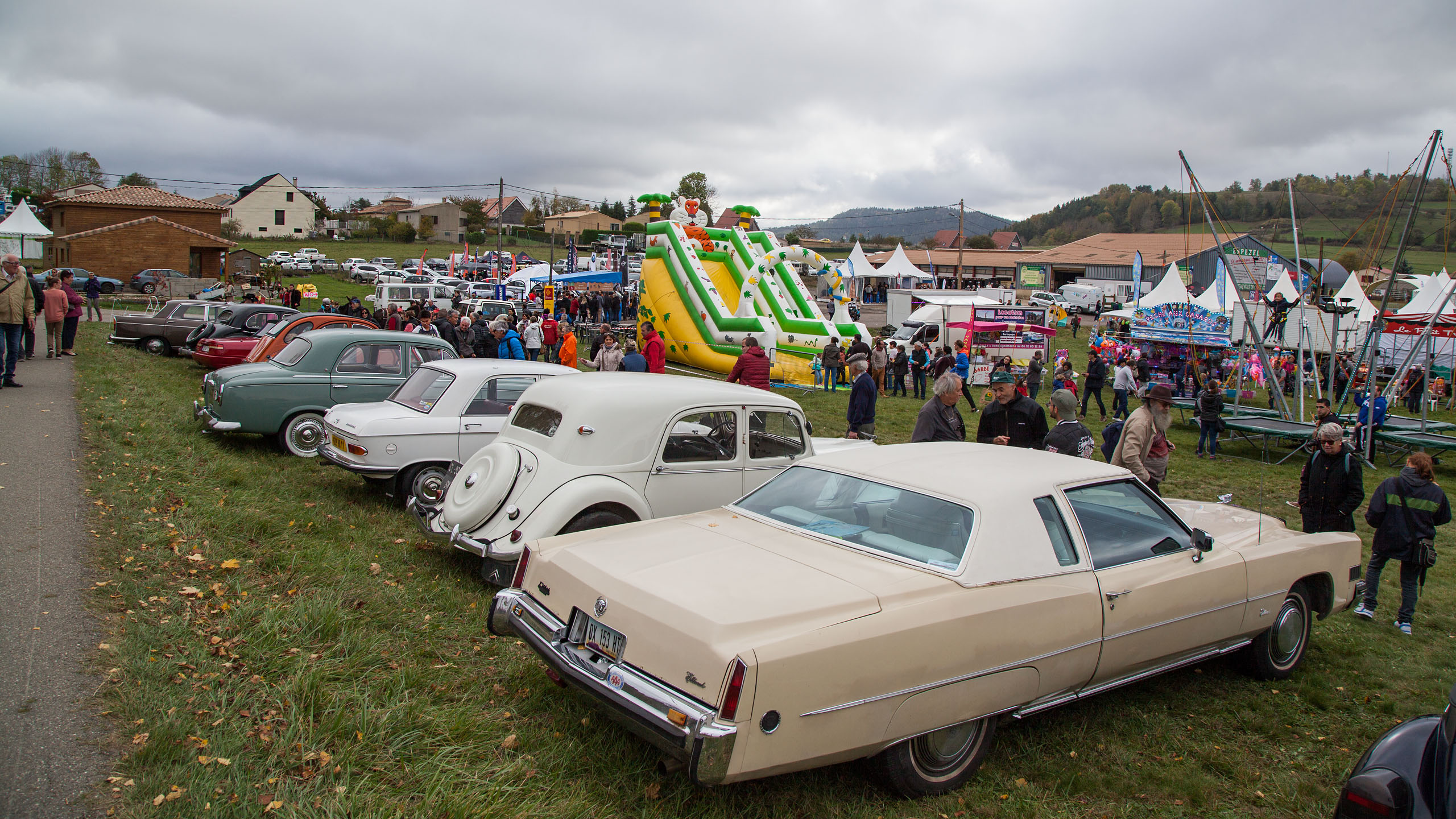
Foire 2017.
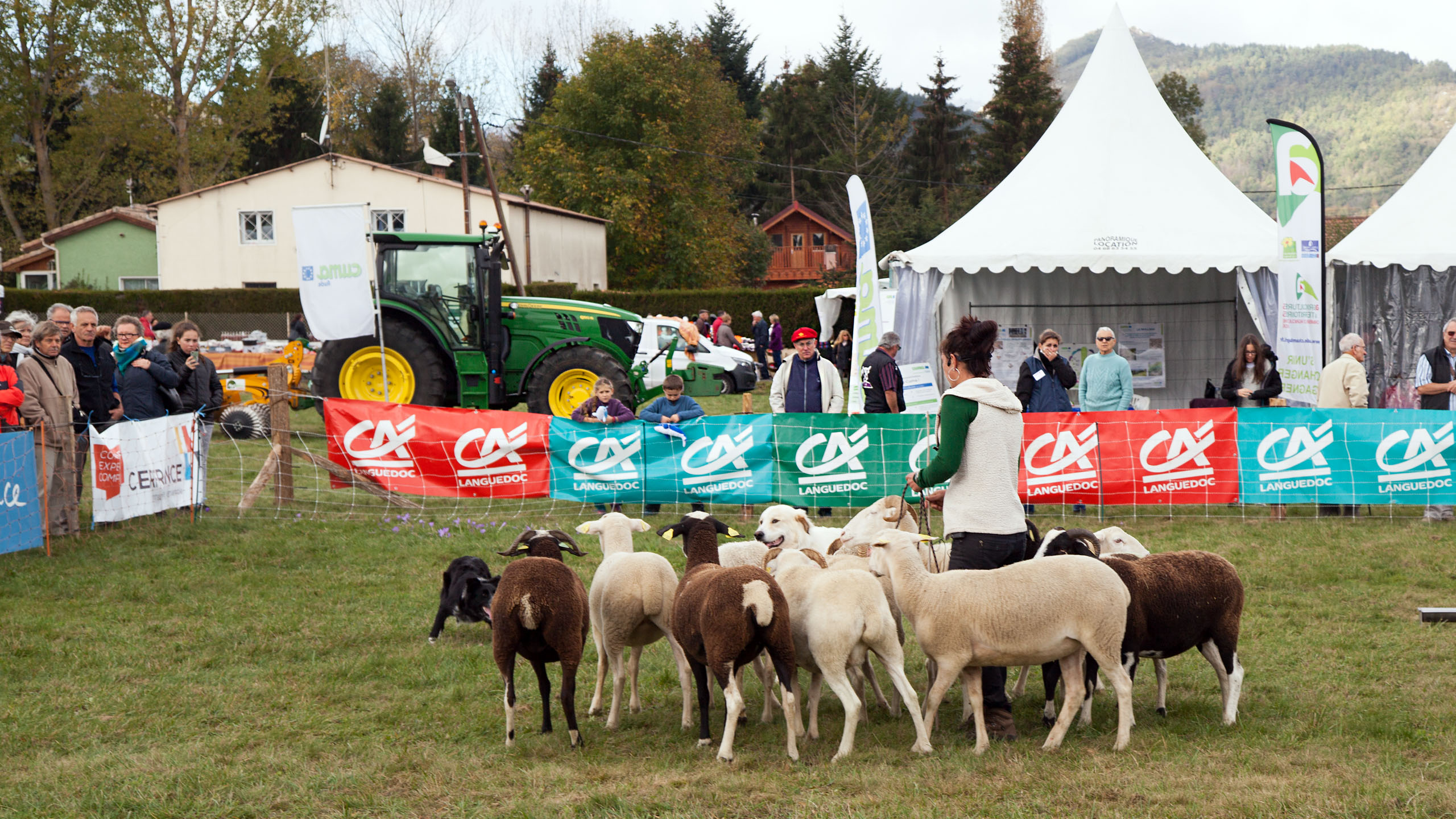
Conduite de moutons.
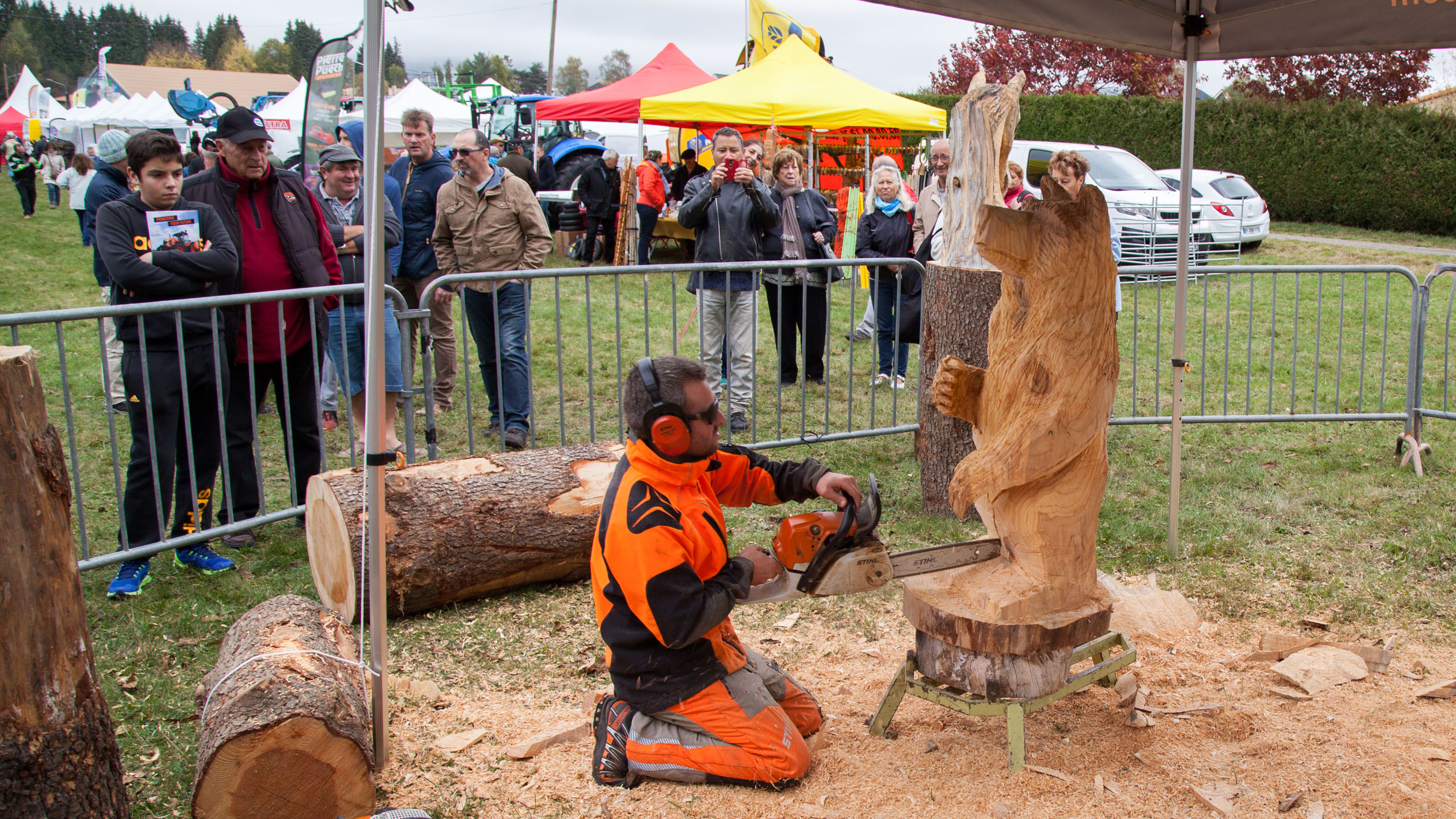
Sculpteur à la tronçonneuse.
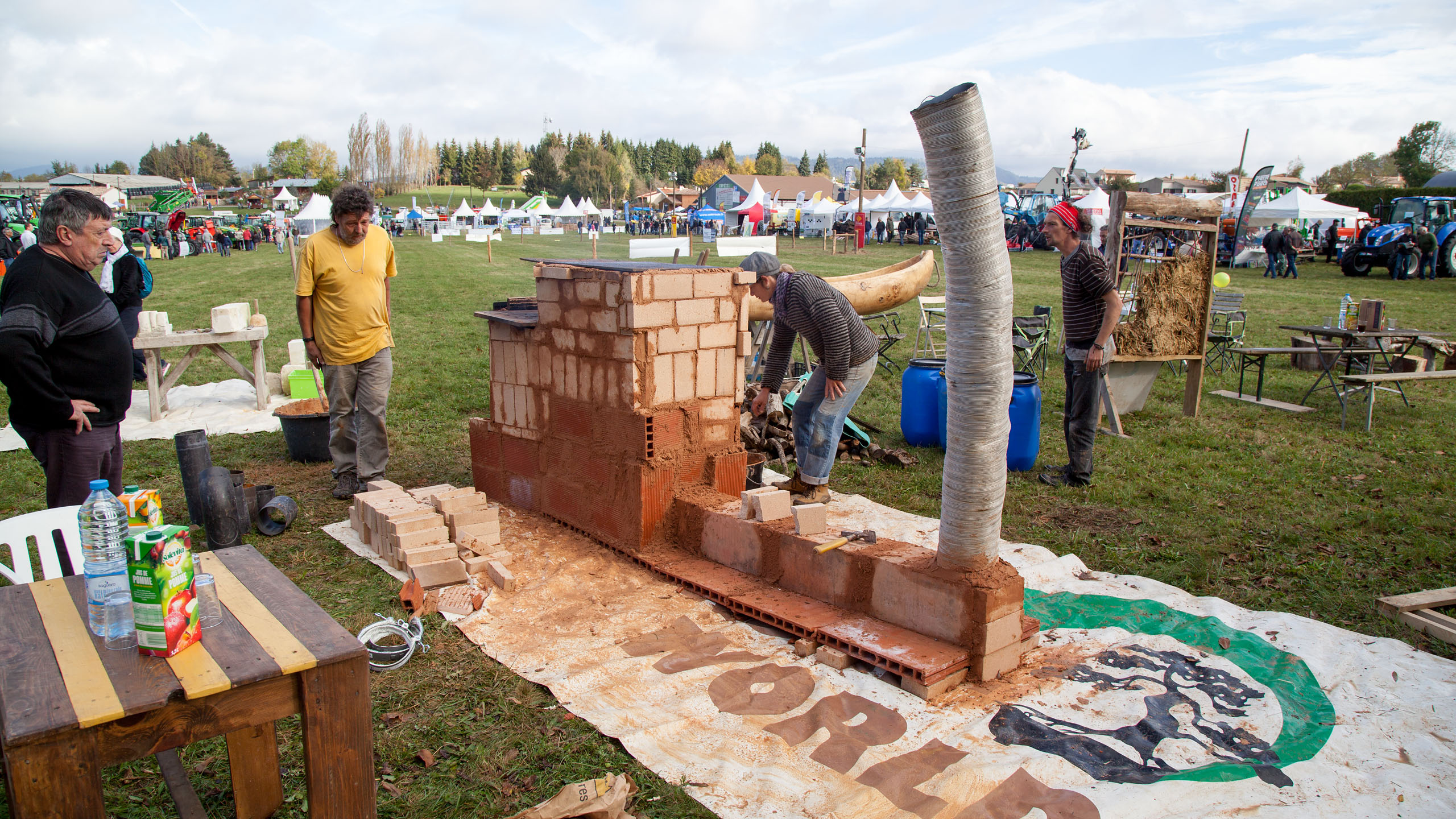
Four en terre.

### Personnalités liées à la commune
- Louis Bès, né le 7 juin 1905 à Espézel, mort à Lézignan-Corbières le 11 août 1993. Il a été finaliste du championnat de France de rugby en 1929 avec Lézignan. Il jouait demi d'ouverture (1,74 m, 78 kg)[39]. Il est le frère de Sylvain Bès.
- René Jeantet (1952-2021). Bucheron, talonneur puis entraineur du club de rugby à XV Union Sportive du Plateau de Sault

### Héraldique
| Blason de Espezel | Blason  | D’argent aux deux barres de sinople, au chef du même. |
| Blason de Espezel | Détails | Le statut officiel du blason reste à déterminer.      |